# NPO 3FM

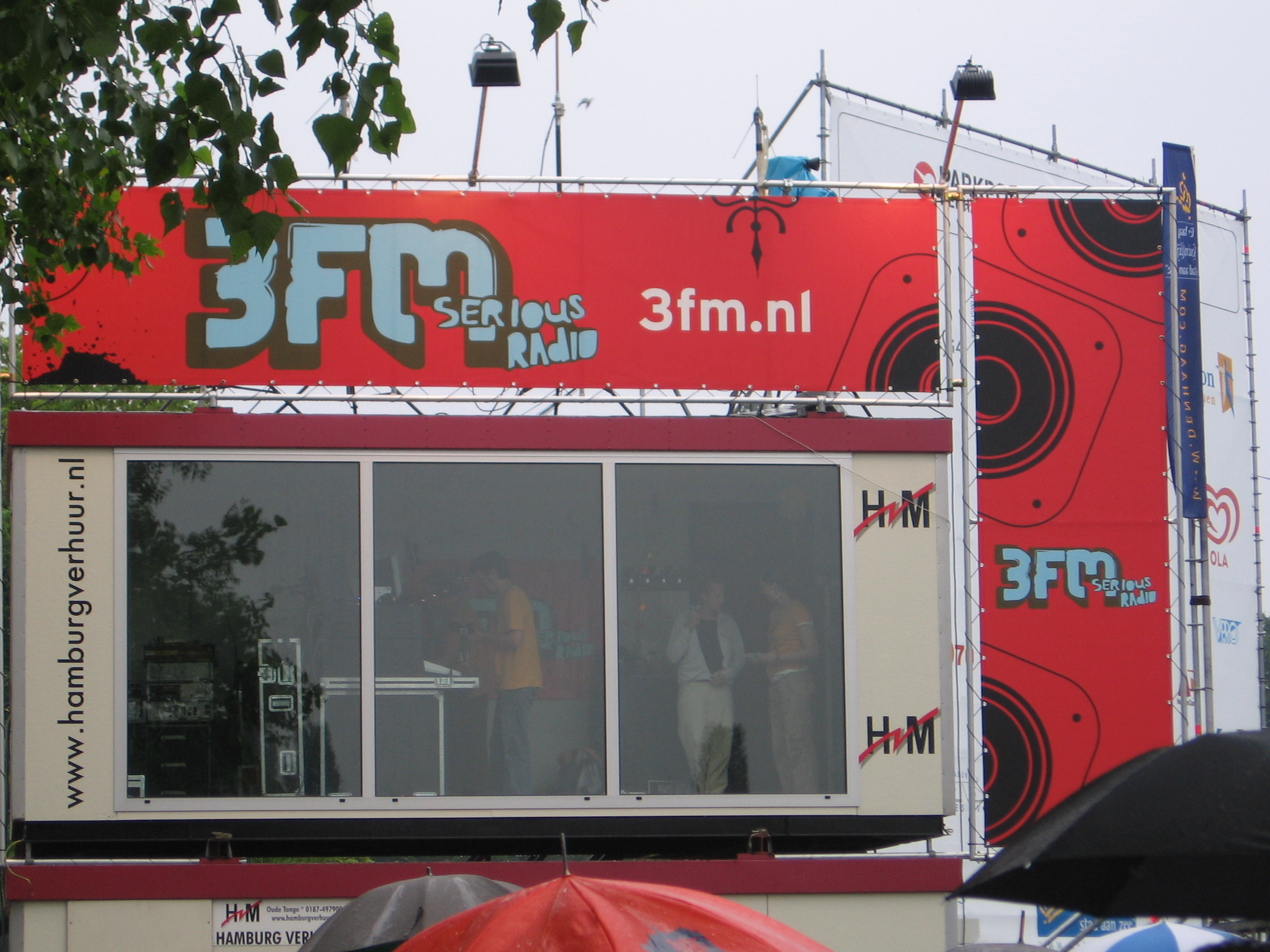
3FM-Studiobox, Zuiderpark während Parkpop 2006

NPO 3FM (ehemals 3FM, Radio 3 und Hilversum 3) ist ein Hörfunkprogramm des niederländischen öffentlich-rechtlichen Rundfunks (Nederlandse Publieke Omroep, NPO) mit Sitz in Hilversum.

## Geschichte
Das Programm ging 1965 unter dem Namen Hilversum 3 auf Sendung. Es sollte Hörer zurückgewinnen, die sich mangels eines musikorientierten Angebots für junge Menschen vom öffentlich-rechtlichen Hörfunk abgewendet hatten und Piratensender wie Radio Veronica bevorzugten. Tagsüber wurde Popmusik gespielt, in den Abendstunden auch ganze Alben einzelner Künstler und Bands der Pop- und Rockmusik gesendet. Höhepunkt war am Freitag Nachmittag Avro’s TopPop, die als wöchentliche Chartshow in den 1970ern und den frühen 1980ern tonangebend war und auch viele Hörer in den Nachbarländer hatte.
1985 wurde die Welle in Radio 3 umbenannt, in den 1990er Jahren dann in 3FM. Seit dem 19. August 2014 trägt der Sender den Zusatz NPO im Namen.

## Format
NPO 3FM ist heute ein Musikradio vorwiegend mit Pop-, Rock-, Dance- und House-Musik für jüngere Hörer. Der Claim ist „We Want More“ („Wir wollen mehr“).

## Verbreitung
NPO 3FM wird seit Sendebeginn über eine flächendeckende UKW-Senderkette in den Niederlanden ausgestrahlt. In der deutschen Grenzregion kann der Sender empfangen werden. Ebenso kann man den Sender auch online via Livestream hören. Seit einiger Zeit kann das Programm auch über Satellit empfangen werden, ist über diesen Verbreitungsweg allerdings verschlüsselt.
Der Marktanteil von 3FM ist bereits seit mehreren Jahren stark rückläufig. Im August 2023 fiel er auf ein Allzeittief von 1,4 % (rund 744.000 wöchentliche Hörer), nachdem er 2013 noch bei über 12 % lag. Damit war 3FM das am wenigsten gehörte nicht vorwiegend digital verbreitete Programm des NPO und stand landesweit auf dem 14. Platz nach Hörerzahlen. Dies liegt an der privaten Konkurrenz u. a. durch Sky Radio und Radio 538 sowie verschlafenen Musiktrends. So setzt 3FM weiterhin stark auf heutzutage in der Kernzielgruppe nicht mehr sonderlich populäre alternative Musikrichtungen wie Indie-Rock – eine heutige Nische, welche bereits durch Kink bedient wird.

## Rezeption
1984 veröffentlichte Herman van Veen einen Song namens Hilversum III, worin er über die Zeit singt als das dritte Programm noch nicht existierte, also vor 1965. Der Song erreichte seinerzeit den 5. Platz in den niederländischen Charts erreichte. Es handelte sich dabei um die niederländische Version des deutschen Titels Lang scho nimmer g’sehn der bayerischen Band Haindling, die dafür ihr originales Instrumental zur Verfügung stellten.